# آکنالیج
آکنالیج (به ارمنی: Ակնալիճ) یک روستا است که در استان آرماویر ارمنستان واقع شده‌است. آکنالیج در ۱۲ کیلومتری laمشرق آرماویر، مرکز استان آرماویر واقع شده است.

## خصوصیات
آکنالیج ۲٬۸۸۲ نفر جمعیت دارد و در ارتفاع ۸۷۰ متر بالاتر از سطح دریا قرار گرفته است.
| سال   | ۱۹۲۶ | ۱۹۳۳ | ۱۹۵۹ | ۱۹۷۰  | ۲۰۰۱  | ۲۰۰۴  |
| جمعیت | ۱۹۰  | ۶۰   | ۲۴۵  | ۲٬۰۲۶ | ۲٬۸۶۴ | ۲٬۹۰۰ |